# 澎湖廳城
澎湖廳城，位於臺灣澎湖縣馬公市碼頭區，馬公市古名媽宮，故亦稱媽宮城、又因興建年代為大清光绪年間，亦作光緒城。澎湖廳城為磚石城，由澎湖水師鎮首任總兵官吳宏洛負責督造，光緒十三年（1887年）動工、光緒十五年（1889年）落成，耗資23,537兩，是台灣清領時期最後一座軍事防禦性的城池。:32-35
澎湖廳城依「廳級」規制，設有六座城門，大半部分在日治時期因都市改正計畫被階段性拆除，用以填海造港，剩餘城垣因位處軍事要地及駐軍考量，尚有大西門（中興門）、小西門（順承門）及西側城牆保留迄今，民國74年（1985年）8月19日被公告為「國定古蹟」，現另作觀光旅遊之用途。

## 背景

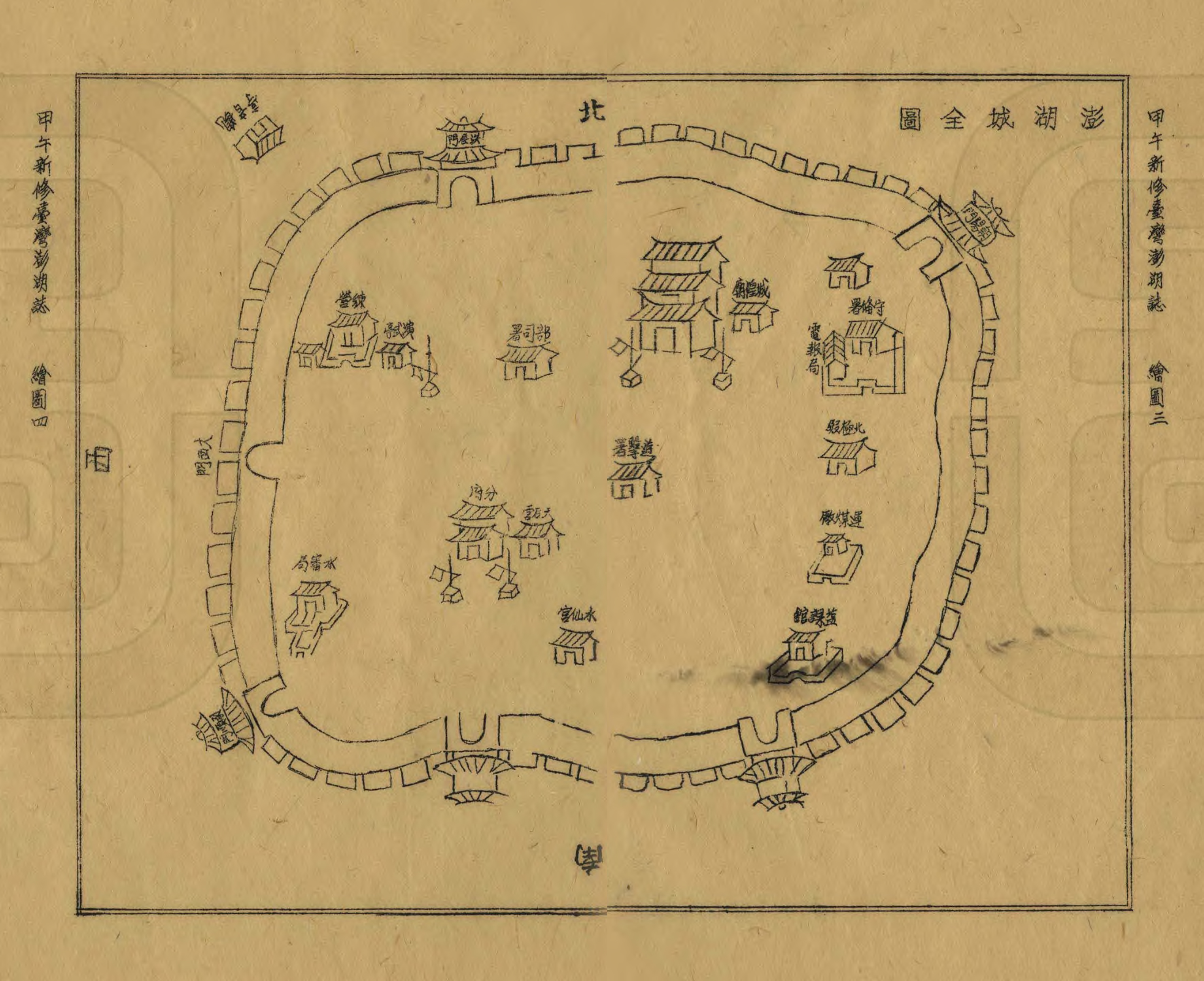
清光绪二十年（1894年）《光绪甲午新修台湾澎湖志》卷首澎湖城全图（1959年扬州古旧书店油印本）

大清光緒八年（1882年），清廷與法國因「越南問題」僵持不下，遂在越南、雲南邊境交戰，史稱「清法戰爭」。戰火持續延燒至光緒十年（1884年）年底，法國艦隊進犯台灣北部，引發一系列西仔反戰役，並於光緒十一年農曆二月十三（新曆1885年3月29日）發動澎湖之役，法軍僅以三日之功便佔領位於台灣外海的澎湖群島，雙方幾經談判，終於在農曆四月廿七（新曆6月27日）締結「中法新約」，法軍才將軍隊逐批撤出澎湖。
清法戰平之後，清廷有感台灣之海防地位日益重要，在光緒十四年（1888年）正式建省之前，以澎湖在清法戰役中輕易失陷為殷鑑，計畫加強當地防務。戰後閩浙總督楊昌濬及劉銘傳（淮軍）親自來澎湖勘察時，見全澎重兵集中於媽宮港區，火砲布局不完整，地理更是「四面蒞海，形勢散漫，無險可守」，加上澎湖紳民亦奏請建城的情況下，獲得朝廷首肯。:48
除了決議興築城池和礮台之外，光緒十二年（1886年）復將澎湖水師協與海壇水師鎮的編制對調，原澎湖水師協編制調升為澎湖水師鎮（海壇水師鎮降為海壇水師協），最高軍事長官從副將改置為總兵，淮軍出身的吳宏洛原為海壇鎮總兵官，因此調任澎湖，成為澎湖鎮首位總兵官，並於光緒十三年（1887年）農曆十一月實際赴任。
光緒十三年（1887年）農曆十二月，吳宏洛擇址督造於媽宮社，媽宮城開始建造，並委鄉紳黃濟時訓導，於光緒十五年（1889年）農曆十月竣工。媽宮城興建因當地工役不足，參與築城的主體多是外地調來的軍兵。因官方全力督造，未及兩年間，便將媽宮城與周遭附屬行政和軍事設施一併完工，總計耗費23537兩，款項由台灣善後局全數支付。:48-53

## 規制
周圍長度為清制789丈2尺5寸、牆垛計570個、城牆高度包含城垛約1丈8尺，另外牆根嵌入地面3尺5寸、城池厚度2丈4尺。媽宮城格局尚稱方正，面積約26公頃，東南二面臨海而築，城垣北側引有護城河一道。城門設六座，分別是東門、北門、西門、南門、小西門與小南門，其中除了西門接壤金龜頭礮台等軍事設施之外，城門上皆蓋有門樓以做禦敵之用，東門、西門、北門內蓋有更樓（鼓樓）各兩間，東側城牆設有礮位一尊。
砌城所用石材以澎湖當地所產的硓𥑮石和玄武岩為主，牆身厚度為2丈4尺，較一般城牆厚出6尺。牆面外部以染紅的螺殼灰粉塗刷，讓媽宮城整體外觀狀似紅磚城壁，日後日本人甚至將媽宮城稱作「海底龍宮」。:48-53
| 分區                 | 城垣                 | 別名                 | 圖片                           | 位置                                       | 拆除年份                     | 備註                                                                  |
| -------------------- | -------------------- | -------------------- | ------------------------------ | ------------------------------------------ | ---------------------------- | --------------------------------------------------------------------- |
| 北甲                 | 北門                 | 拱辰門               |                                | 約今馬公公車總站附近                       | 昭和13年 （1938年）          | 曾作「觀風樓」澎湖氣象站使用 城外為墓區，時稱「鬼仔山」，通往火燒坪社 |
| 北甲                 | 北門－東門城牆段     | 北門－東門城牆段     |                                | 約今馬公市民生路段                         | 昭和13年 （1938年）          | 前有一道護城溝渠 日治時期牆外建有衛戍病院                             |
| 東甲                 | 北門－東門城牆段     | 北門－東門城牆段     |                                | 約今馬公市民生路段                         | 昭和13年 （1938年）          | 前有一道護城溝渠 日治時期牆外建有衛戍病院                             |
| 東門                 | 朝陽門               |                      | 約今馬公市民權路與民生路路口   | 城外時稱「埔仔尾」，通往紅木埕社、文澳地區 | 昭和13年 （1938年）          |                                                                       |
| 東門－東城礮台城牆段 | 東門－東城礮台城牆段 | 東門－東城礮台城牆段 | 約今馬公市三民路接民福路段     |                                            | 昭和13年 （1938年）          |                                                                       |
| 東城礮台             | 東城礮台             | 東城礮台             | 約今馬公市仁愛路與民福路斜坡處 | 日治時期比鄰松島公園                       | 昭和13年 （1938年）          |                                                                       |
| 南門－東城礮台城牆段 | 南門－東城礮台城牆段 | 南門－東城礮台城牆段 | 約今馬公市民福路接中山路段     | 明治40年 （1907年）                        |                              |                                                                       |
| 南甲                 | 南門                 | 迎薰門               |                                | 明治40年 （1907年）                        | 約今馬公市中正路與中山路路口 | 官用碼頭                                                              |
| 南甲                 | 南門－小南門城牆段   | 南門－小南門城牆段   | 南門－小南門城牆段             | 明治40年 （1907年）                        | 約今馬公市中山路段           |                                                                       |
| 南甲                 | 小南門               | 即敘門               |                                | 明治40年 （1907年）                        | 約今馬公市民族路與中山路路口 | 商用碼頭 （原水仙宮渡頭西移）                                         |
| 南甲                 | 小南門－小西門城牆段 | 小南門－小西門城牆段 | 小南門－小西門城牆段           | 明治40年 （1907年）                        | 約今馬公市中山路與新復段     |                                                                       |
| 南甲                 | 小西門               | 順承門               |                                | 馬公市新復路                               | 保留                         | 尚存，但外觀已然改變                                                  |
| 南甲                 | 小西門－西門城牆段   | 小西門－西門城牆段   |                                | 馬公市新復路段                             | 保留                         | 含括今篤行十村                                                        |
| 北甲                 | 小西門－西門城牆段   | 小西門－西門城牆段   |                                | 馬公市新復路段                             | 保留                         | 含括今篤行十村                                                        |
| 西門                 | 大西門               |                      | 馬公市新復路接介壽路段         | 唯一未蓋有禦敵門樓的城門                   | 保留                         |                                                                       |
| 西門－北門城牆段     | 西門－北門城牆段     |                      | 馬公市介壽路接民生路段         | 包覆陸軍澎湖防衛司令部                     | 保留                         |                                                                       |

## 聚落

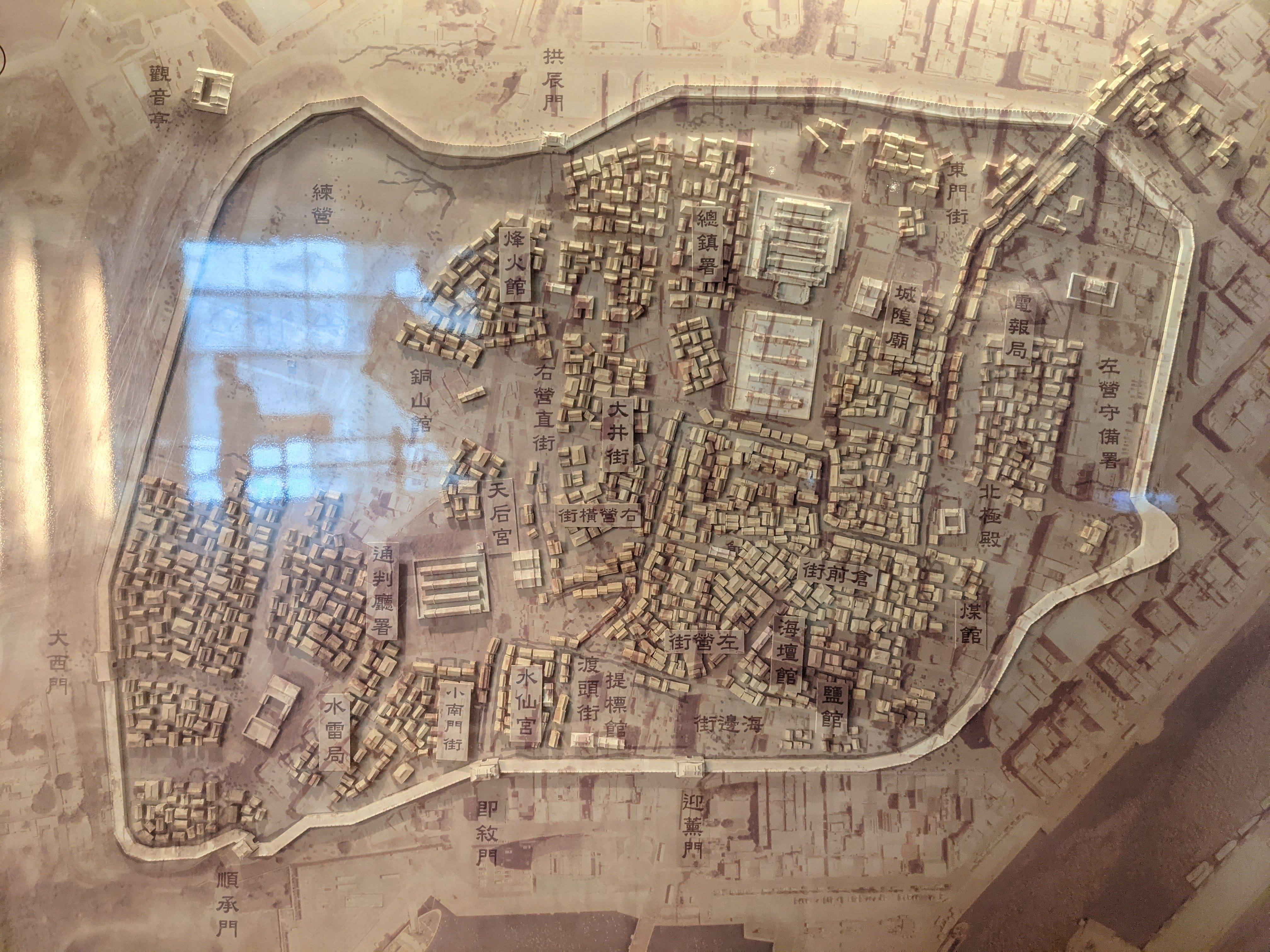
澎湖廳城模型（攝於澎湖生活博物館）

自康熙二十三年（1684年）清廷領有澎湖之後，媽宮街因瀕臨港灣，常有軍隊駐紮，四季皆可停泊船隻，商業活動頻繁，漸漸發展成熱鬧的市街，在乾隆朝形成所謂「七街一市」，市街活動多由官府和班兵把持，駐紮澎湖約有七個標營，各自設有廟館伙房廣布於媽宮四周，造成軍民雜處的亂象:57-62。道光朝之後，地方教育和商業發展漸趨蓬勃:127-129、到光緒年間，媽宮已發展成「十街二市」的規模。
媽宮城含括的濱港區域，由「東甲」、「南甲」和「北甲」組成，當時合稱作「媽宮三甲」。約莫於道光年間（1821年－1850年），媽宮僅有「東甲」（官署區）和「南甲」（港埠區）兩個聚落形成。媽宮東甲因與官府關係密切，很早便有奉祀玄天上帝、此具備軍事色彩的神祇當作聚落的信仰中心（東甲北極殿）。南甲最初的領域則含括媽宮西半部，如火燒坪、澳仔底以及測天島（小案山）等地，一同集結成神明會的組織；然後在同治三年（1864年）海靈殿落成，確立南甲為一獨立祭祀圈或生活圈的態勢儼然成形；由於海靈殿起建全由民間出資，也成為民間勢力崛起的表徵。

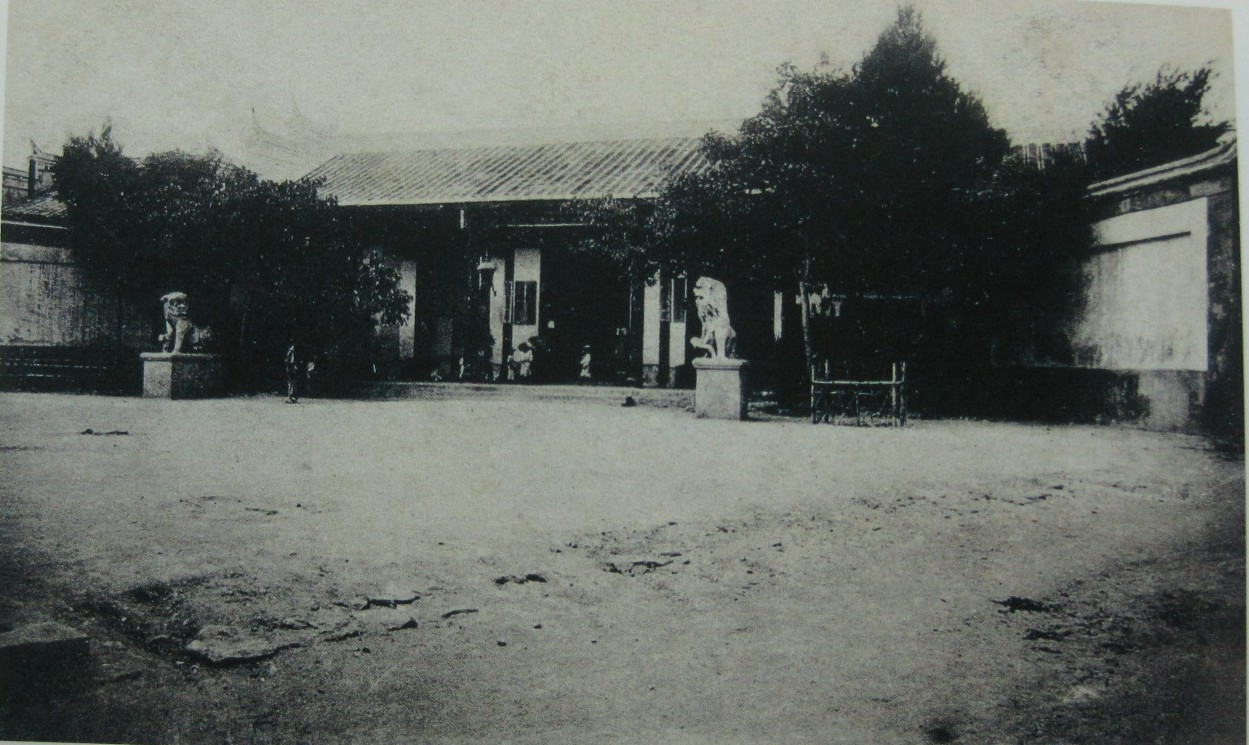
清末澎湖總鎮署
衙門（今馬公市仁愛路與建國路附近）

「北甲」聚落的形成時間稍晚，大約於清領末期才有祭祀「朱府王爺」的神明會組織，直到日治時期的明治三十二年（1899年）才正式起建北甲的角頭廟（北甲北辰宮）。綜論媽宮三甲的聚落，約在光緒十三年（1887年），吳宏洛奉旨築城的時候便已存在。:56-57
媽宮城築城之際，吳宏洛也對城內行政和軍事設施進行大規模興建和遷移，例如興建澎湖鎮總兵衙門時，便拆除班兵的南澳廟館、或者購買民房，拆地舉建:175，又或將原設於文澳（今東文里、西文里）的澎湖通判衙門移設至天后宮西側的舊水師副將廳署（地點位於今洪根深美術館）等等事宜。吳宏洛尚在城中較為偏僻的地方建設水雷局、軍煤廠和火藥局，又於水仙宮附近新增標營佈署，以便監控水陸出入的人員。
台灣學者黃小平認為，光緒十一年（1885年）澎湖之役戰後的媽宮城建設，城內整體的建設和規劃「相當缺乏前瞻與遠見」，完全是為滿足軍事上的需求而建，並無納入澎湖當地民生和經濟需求做全盤考量。:53

## 陷落

### 馬關條約
1894年（光緒二十年、明治二十七年），大清與日本因「朝鮮問題」爆發戰爭，史稱「甲午戰爭」，清軍於同年12月潰敗，在翌年1月初派遣時任湖南巡撫邵友濂赴日本談判議和，因邵友濂層級太低被日方拒絕會見，清廷只得改派李鴻章、李經方赴往日本，並於同年3月抵達下關，正式與日本總理大臣伊藤博文、陸奧宗光展開會談。同一時期，日方在1895年（光緒二十一年）新曆3月21日，便已集結軍艦在澎湖海域周圍，預備拿下澎湖，對清廷施予更大談判的壓力。
澎湖當時已築建媽宮城，設立電報局、水雷局，以及增建五座新式砲台，儼然成為台灣海峽的軍防重心，預備迎戰日軍來襲。3月23日，日軍「比志島混成支隊」從澎湖島位於東側的龍門裡正角（今湖西鄉龍門村）搶灘登岸，由於澎湖的重兵多布陣西側，日軍從東側出現清軍完全猝不及防。3月24日，比志島混成支隊佔領拱北山砲台（今湖西鄉城北村），然後兵分二路，搶佔文澳、紅木埕等高地持續挺進。媽宮城的東門砲台砲擊一度中斷日軍腳步，但日軍旋即增調野戰山砲，媽宮城外守軍設施被擊毀，日軍順勢攻入朝陽門（東門）與拱辰門（北門），並佔據東門砲台等軍事設施，媽宮城宣告失陷，日軍佔領澎湖群島全境。:22-23
1895年（光緒二十一年、明治二十八年）新曆4月17日，清廷與日本帝國簽訂合約，史稱馬關條約（日方稱「下關條約」），條約內容共11款，其中包括割讓台灣、澎湖群島予日本。新曆5月8日，清日雙方在山東煙台換約，大清官員即日起全數撤出臺灣和澎湖群島，澎湖主權自此易幟。

### 城內設施變遷
明治二十八年（1895年）三月，日軍領有澎湖之後，收編原清朝官府的機關，當局為殖民目的積極管理澎湖秩序，開始陸續設置警察、醫院、公共澡堂和新式學校等單位和設施，茲收錄徵用列表如下：:72-73
| 日治初期清代官署、廟館徵用情形（1895-1912） | 日治初期清代官署、廟館徵用情形（1895-1912） | 日治初期清代官署、廟館徵用情形（1895-1912） | 日治初期清代官署、廟館徵用情形（1895-1912） | 日治初期清代官署、廟館徵用情形（1895-1912）            |
| 清代末葉                                    | 清代末葉                                    | 日治初期                                    | 改設年份                                    | 備註                                                   |
| ------------------------------------------- | ------------------------------------------- | ------------------------------------------- | ------------------------------------------- | ------------------------------------------------------ |
| 澎湖總鎮官署                                | 澎湖總鎮官署                                | 澎湖（島）（行政）廳                        | 1895                                        | 1933年遷出，啟用新建的澎湖廳舍:178，今澎湖縣政府之建築 |
| 澎湖總鎮官署                                | 澎湖總鎮官署                                | 要塞砲兵隊                                  | 1896                                        | 後改制遷移                                             |
| 大校場                                      | 大校場                                      | 媽宮重砲兵大隊                              | 1908                                        |                                                        |
| 澎湖通判廳署                                | 澎湖通判廳署                                | 憲兵隊                                      | 1895                                        | 2020年改為洪根深美術館。                               |
| 澎湖天后宮                                  | 澎湖天后宮                                  | 國語（日本語）傳習所                        | 1895                                        | 借用，後遷移程朱祠、昭忠祠                             |
| 程朱祠、昭忠祠                              | 程朱祠、昭忠祠                              | 國語（日本語）傳習所                        | 1896                                        | 1899年拆除改建成媽宮公學校（今馬公國民小學前身）       |
| 媽宮風神廟                                  | 媽宮風神廟                                  | 媽宮辨務署替代官舍                          | 1898                                        | 1899年拆除改建成媽宮公學校（今馬公國民小學前身）       |
| 左營中軍守備署                              | 左營中軍守備署                              | 媽宮小學校                                  | 1900                                        |                                                        |
| 電報局                                      | 電報局                                      | 澎湖島電信通信所                            | 1895                                        | 後併於郵便所                                           |
| 監獄                                        | 監獄                                        | 監獄所、警察所                              | 不詳                                        | 後撤廢                                                 |
| 監獄                                        | 監獄                                        | 澎湖廳官舍                                  | 1909                                        |                                                        |
| 監獄                                        | 監獄                                        | 演武場                                      | 1905                                        |                                                        |
| 城外北側軍營                                | 城外北側軍營                                | 衛戍病院                                    | 不詳                                        | 1945年衛戍病院毀於美軍轟炸。                           |
| 一新社（育嬰堂）                            | 一新社（育嬰堂）                            | 澎湖普濟院                                  | 1899                                        |                                                        |
| 鹽倉                                        | 鹽倉                                        | 鹽課局                                      | 不詳                                        |                                                        |
| 義倉                                        | 義倉                                        | 澎湖二等郵便局                              | 1896                                        | 1924年遷移                                             |
| 班 兵 廟 館                                 | 銅山館                                      | 澎湖二等郵便局                              | 1896                                        | 1924年遷移                                             |
| 班 兵 廟 館                                 | 銅山館美山伙房                              | 妙心寺                                      | 1896                                        |                                                        |
| 班 兵 廟 館                                 | 銅山館坑尾伙房                              | 測候所                                      | 1896                                        |                                                        |
| 班 兵 廟 館                                 | 提標館                                      | 兵器支場                                    | 不詳                                        |                                                        |
| 班 兵 廟 館                                 | 提標館新承祠                                | 警察署                                      | 不詳                                        |                                                        |
| 班 兵 廟 館                                 | 提標館大伙房                                | 澎湖島病院官舍                              | 1908                                        |                                                        |
| 班 兵 廟 館                                 | 施公祠                                      | 澎湖島病院                                  | 1914                                        | 澎湖醫院前身                                           |
| 班 兵 廟 館                                 | 海壇館                                      | 澎湖島病院                                  | 1896                                        | 澎湖醫院前身                                           |
| 班 兵 廟 館                                 | 海壇館東鄰伙房                              | 澎湖島病院                                  | 1896                                        | 澎湖醫院前身                                           |
| 班 兵 廟 館                                 | 南澳館                                      | 媽宮澳務所（出張所）                        | 1898                                        |                                                        |

## 拆城
由於媽宮城池最初僅為滿足軍事需求而設計，城內面積僅26公頃，規模已嫌狹小，軍用地又佔去西半部，平民活動因無法向外側擴展，相對集中於城牆內部；但當日本官員來澎，不乏攜家帶眷進駐媽宮城，外來人口增加，更彰顯廳城地狹人稠的問題。根據明治四十三年（1910年）臺灣總督府的調查，澎湖在一方里內人數有6,739名，密度為全台灣最高，放諸日本內地則僅次於東京和大阪。日本當局為日後實施「都市改正」計畫，媽宮聚落在受限於腹地不足、缺乏拓展空間的情況下，拆除城牆也成為勢在必行的選項。:62-106

### 第一次拆城
明治四十年（1907年），澎湖廳廳方為增加港區和市區連結的便利性，決定拆除媽宮城南側城牆，用於第二棧橋與第三棧橋間進行填海造港。又由於當年澎湖曾發生饑荒，廳方乃頒布「以工代賑」的政策，將貧民編入施工隊伍，並於3月23日頒布民工組織規範。媽宮城牆西起即敘門（小南門），經迎薰門（南門），至東面城牆的南半部為止，拆除長度約莫376公尺。此後媽宮城南側、東南側呈現面海的景象，為船隻提供較寬敞的貨物裝卸場所，港口設施也獲得更新與提升，對馬公港的發展有深遠的影響。:82-83

### 市區改正
明治四十一年（1908年），澎湖廳撥款進行媽宮市街測量，以及著手市街規劃作業。但由於媽宮城內當時街路非常狹小，路徑曲折，並無任何地下水道設備，同時家舍眷養動物，人畜混雜，恣意便溺，衛生條件不佳，規劃作業十分繁複。澎湖廳方的媽宮市街改正設計圖在明治四十四年（1911年）完成之後，立即向台灣總督府呈請核可，在大正元年（1912年）8月1日獲得批准，澎湖第一個近現代都市計畫工程遂在媽宮城區開工。:51-54
媽宮市街改正計畫圖先後經過兩個版本，分別是大正元年八月版和十月版。前案規畫草圖一出，其街道過於遼闊，沒有將冬季東北季風危害納入考量，亦低估媽宮人口的擁擠程度，因此澎湖廳立即將前案缺失修正成後案，此大正元年的十月版本也奠定了媽宮城區往後數十年的都市發展基礎。:120-127

### 第二次拆城
昭和十二年（1937年）7月7日，蘆溝橋事件爆發，大日本帝國與國民政府領導的中華民國展開第二次中日戰爭。日本政府因此頒布澎湖港區與中國沿海岸口通商的禁令，媽宮港（馬公港）也預備從漁業、商業用途轉型成軍用港口。但是早於1920年代，媽宮港便面臨水深不足的問題，不利大型船隻停泊。大正十三年（1924年）、昭和四年（1929年）和昭和六年（1935年）間，澎湖廳皆有延請技師來進行築港的調查，直到昭和十年（1935年）間，澎湖廳才正式擬訂媽宮港的建港計畫。:184

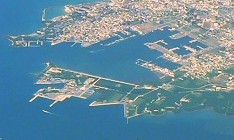
照片中左上角即為清代媽宮城範圍，濱海的內灣處即為媽宮港一隅。（馬公港空照圖，攝於2015年）

媽宮港工程分兩個階段開始，第一階段從昭和十二年（1937年）10月10日開始，主要修築第三棧橋處；第二階段則開始於昭和十三年（1938年），在第三棧橋處的北邊起建另一座漁港，並於陸地上興建製冰廠、貯油槽、船塢（船揚場）、魚市場等現代化港口附屬設施，將媽宮東側沿海海岸線全修築成供船隻停靠的人工岸壁，並延伸兩座圍堤，可供六十艘漁船停靠，成為一個連結海軍、陸軍、漁業和商業的碼頭。:184-185
此一築港工程歷時近三年，在昭和十五年（1940年）四月竣工，總共耗費853萬日圓。築港工程所需造堤和砌造岸壁的石材和土方，則從媽宮城垣拆做材料使用：自朝陽門（東門）至拱辰門（北門）城牆段全數拆除，也包括松島公園旁連結至朝陽門的圍牆在內。此段城牆拆除，讓媽宮三甲與隔絕近五十年的鬼仔山、火燒坪、埔仔尾等區域在地理上重新連結，也象徵媽宮城正式從媽宮市街居民的生活舞台上消失。:184-185

## 現跡
現僅殘存順承門、大西門連結至馬公市民生路段的城垣，因其做為澎湖島要塞司令部（今陸軍澎湖防衛指揮部）、澎湖島重砲兵聯隊本部廳舍的外圍設施，具備軍事價值，1945年政府接收台灣後亦沿用下來，遂得以保留迄今。民國51年（1962年），大西門進行改建，現正式名稱作「中興門」。:32-35

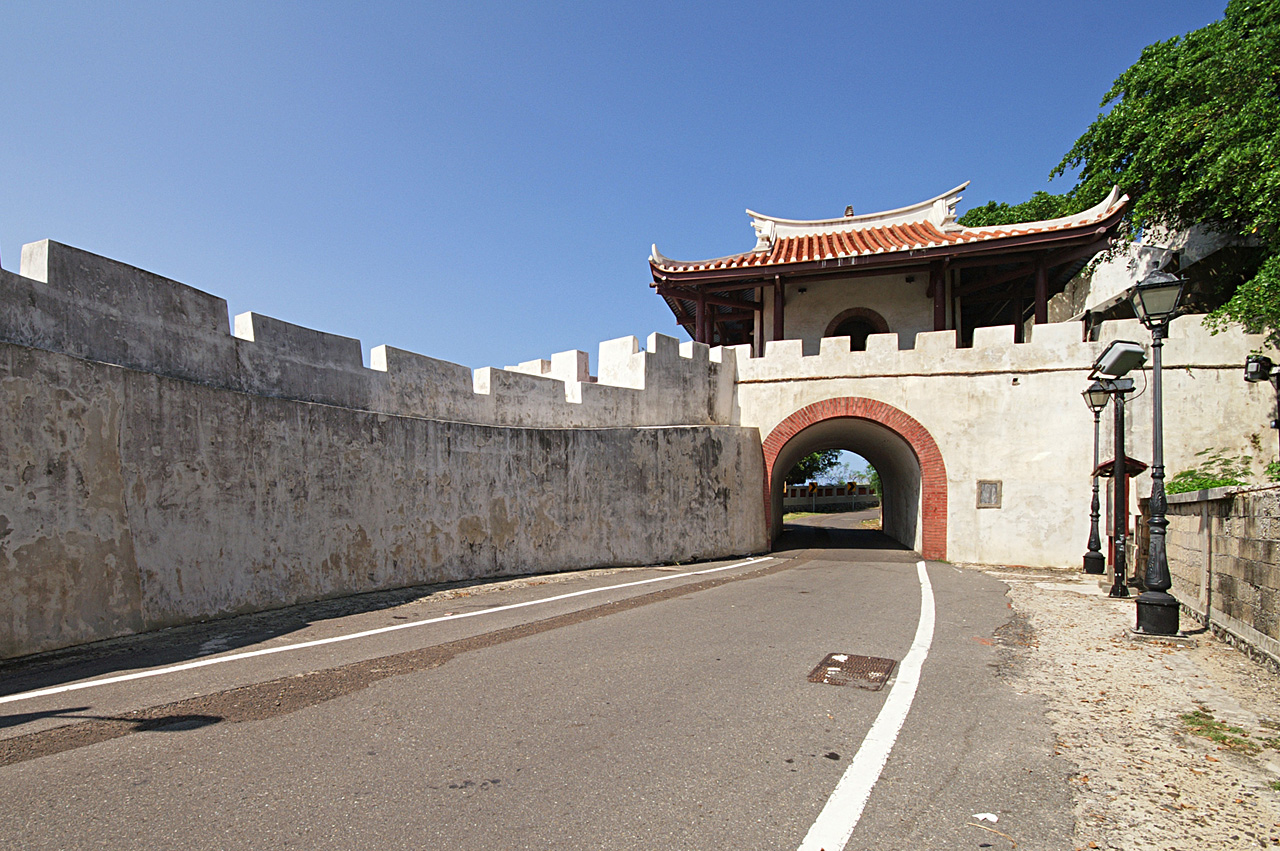
順承門（小西門）
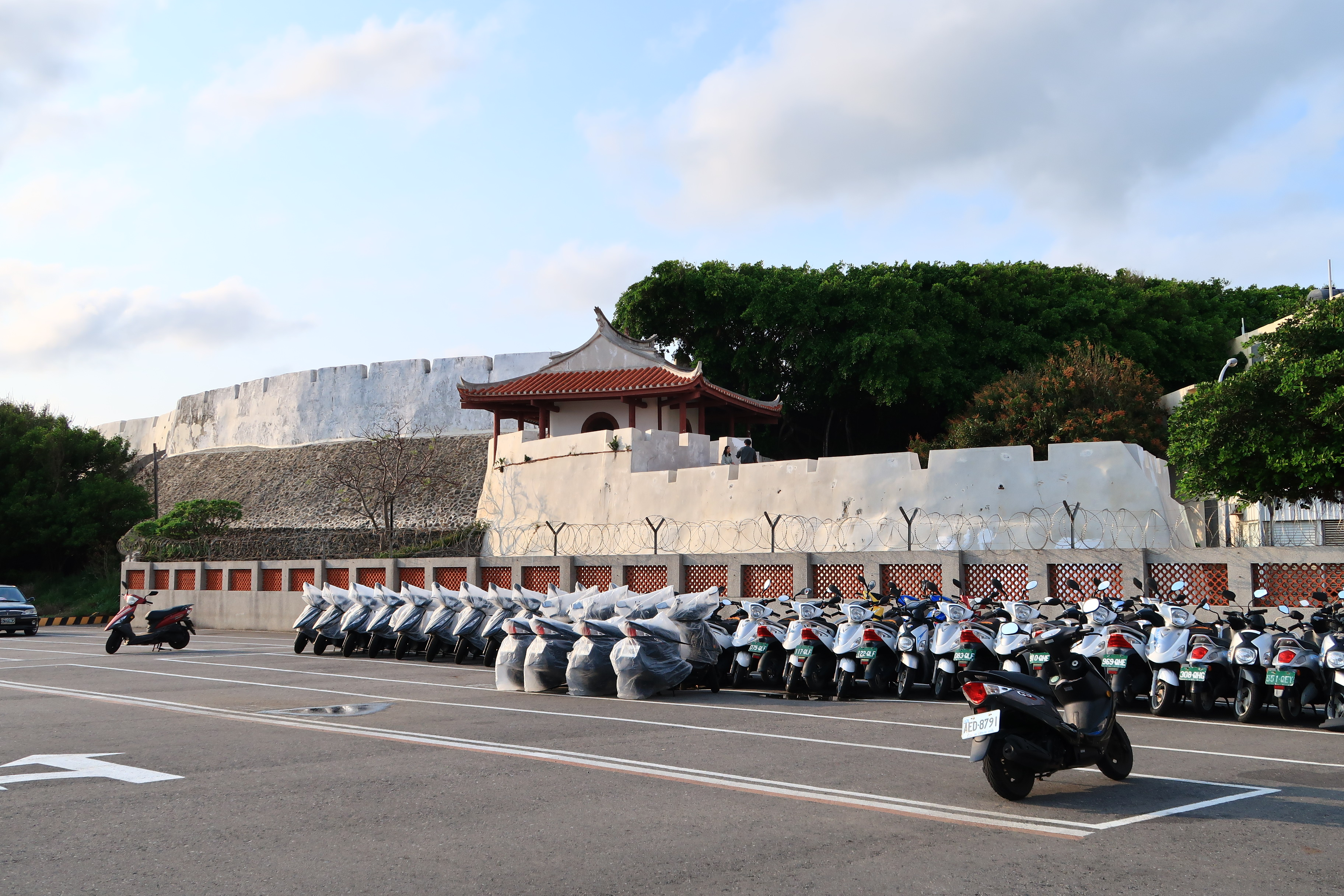
順承門（小西門）濱港城牆
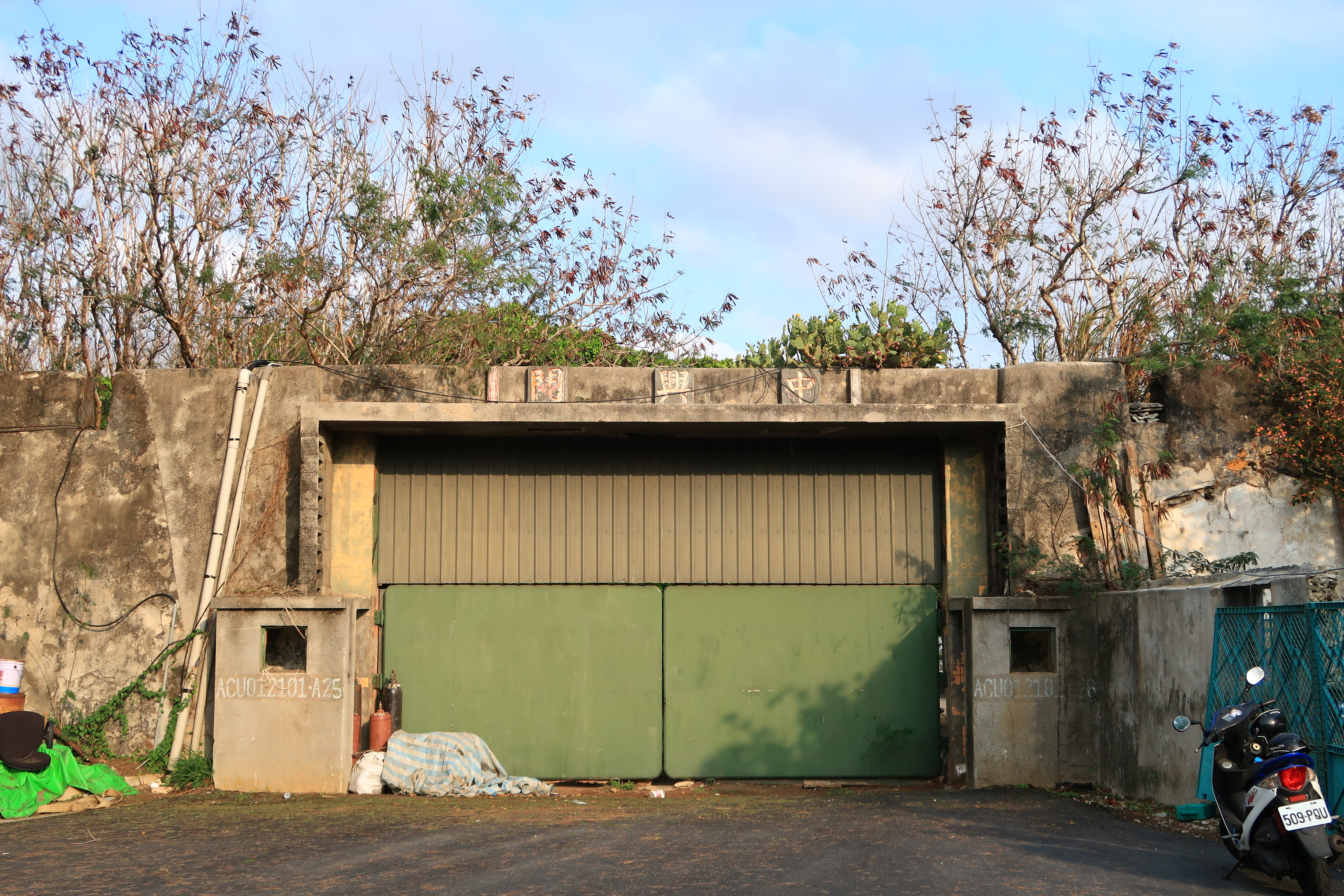
大西門（今中興門）
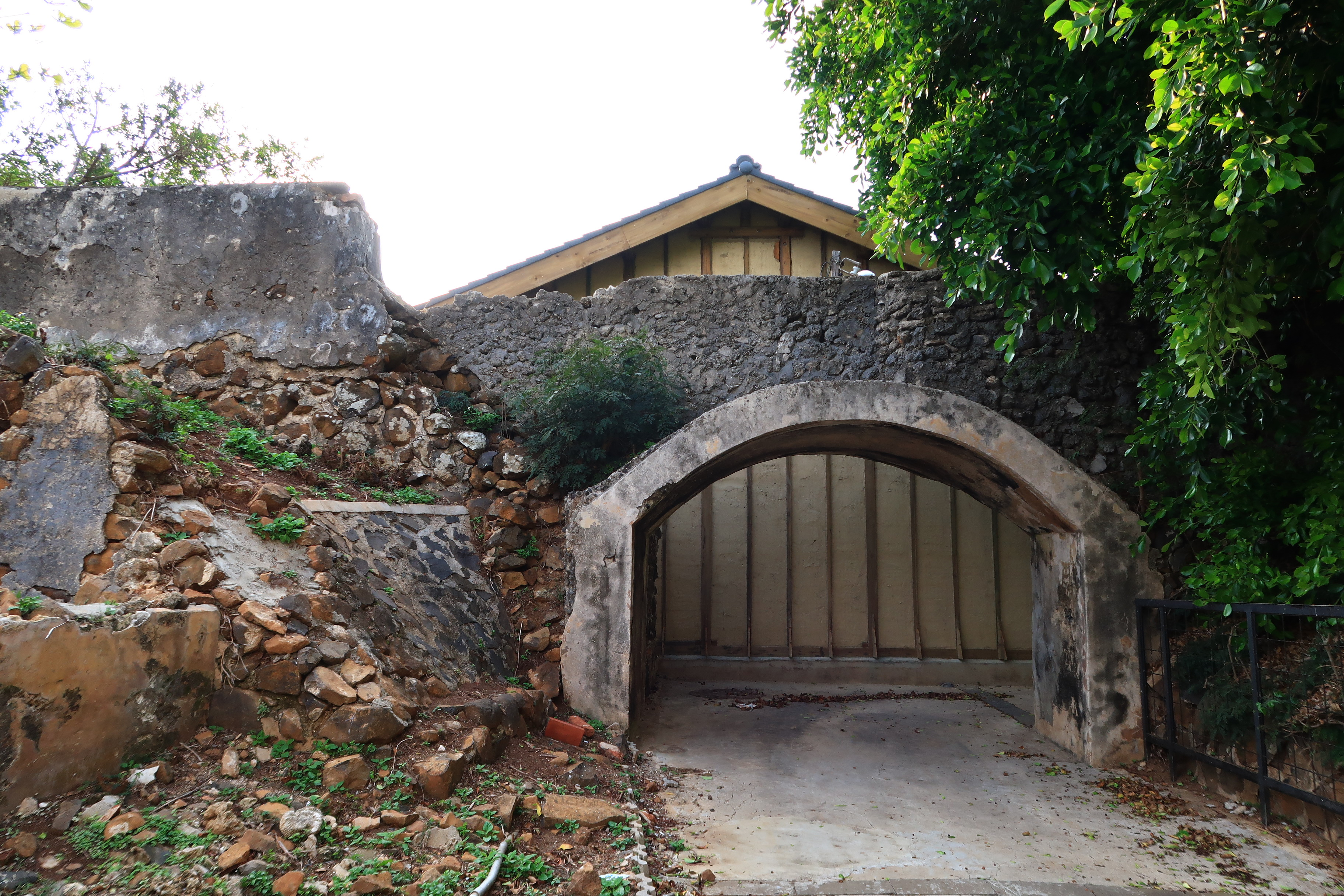
澎湖廳城城垣（篤行十村區）
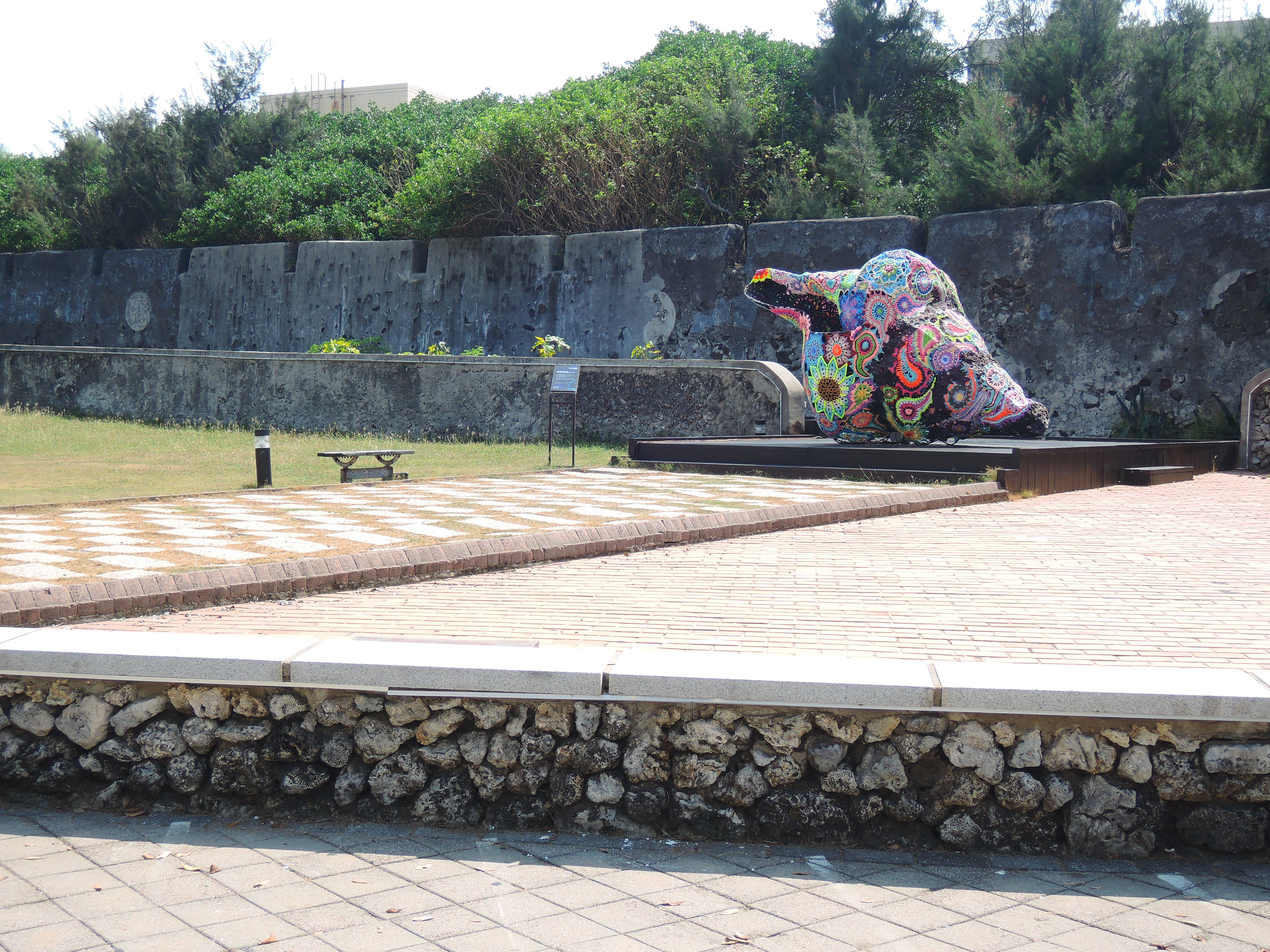
媽宮城牆西北側暨史蹟公園
清末拱辰門地點（今馬公公車總站）

## 其他
- 澎湖鄉紳莊東（1903年－1984年）曾憑幼年記憶所及，以油畫筆法繪出媽宮城尚未拆除前的市街景致，收錄於《莊東書畫遺作專輯》一書中。[27][28]